# Komuna e Drenovës
Komuna e Drenovës är en kommun i Albanien.   Den ligger i prefekturen Qarku i Korçës, i den sydöstra delen av landet, 120 km sydost om huvudstaden Tirana.
Omgivningarna runt Komuna e Drenovës är en mosaik av jordbruksmark och naturlig växtlighet.  Runt Komuna e Drenovës är det ganska tätbefolkat, med 80 invånare per kvadratkilometer.